# Der Herzstecher
Der Herzstecher ist ein satirischer Roman des deutschen Schriftstellers Georg Lentz, der 1987 veröffentlicht wurde.

## Handlung
Der Roman behandelt die tragikomischen bis fantastischen Erlebnisse einer Wiener Clique, die eloquent und humorvoll zwar einerseits bereits von Geburt an zur gehobenen Gesellschaft gehört, aber dennoch bedenkenlos zweifelhafte Existenzen in ihrem Kreis aufnimmt, solange sie nur hinreichend amüsant sind. Gemeinsam genießen sie in der österreichischen Hauptstadt die typische Weltuntergangsstimmung in vollen Zügen.

## Ausgaben
- Georg Lentz: Der Herzstecher. Hoffmann und Campe, Hamburg 1987, ISBN 3-455-04194-9.
- Georg Lentz: Der Herzstecher. Bastei Lübbe, Bergisch Gladbach 1991, ISBN 3-404-11550-3.

## Rezension
Cornelia Köster vermerkte in Die Zeit zwar den Sprachwitz und Einfallsreichtum der Geschichte, vermisste aber einen roten Faden. Außerdem empfand sie alle Figuren „grell geschminkt, auf Originalität getrimmt“. Köster zog schließlich folgendes Fazit: „Mitunter gibt es witzige Passagen, aber Lentzens Lust am Nonsens bleibt immer auf dem Boden der Blödelei. Bei einer Länge von fast dreihundert Seiten geht die einem allmählich auf die Nerven – wie das Schwadronieren eines Alkoholisierten, der sich darum genialisch findet, weil er nie zum Punkt kommt“.